# Pyrosome
Pyrosomidae
Ordre
Famille
Les Pyrosomes, du grec pyros (« feu ») et soma (« corps »), nom vernaculaire pouvant s’appliquer à l’ordre des Pyrosomida ou à la famille des Pyrosomidae, sont des Urochordés ou Tuniciers (les plus proches parents actuels connus des vertébrés) Thaliacés vivant dans les mers tempérées et chaudes. Ils se présentent sous la forme de colonies flottantes pouvant atteindre jusqu'à 12 mètres de long, luminescentes et en forme de manchon cylindrique constitué de nombreux (plusieurs centaines de milliers) petits organismes sexués appelés zoïde. Ils se distinguent des autres Thaliacés (dolioles et salpes, dont ils sont proches) par leur plus grand nombre de fentes branchiales (quelques dizaines) et leur possession d’une cavité péribranchiale.
Une vidéo montrant l'une de ces colonies a été tournée par des plongeurs au large de la Nouvelle-Zélande .

## Cycle de vie

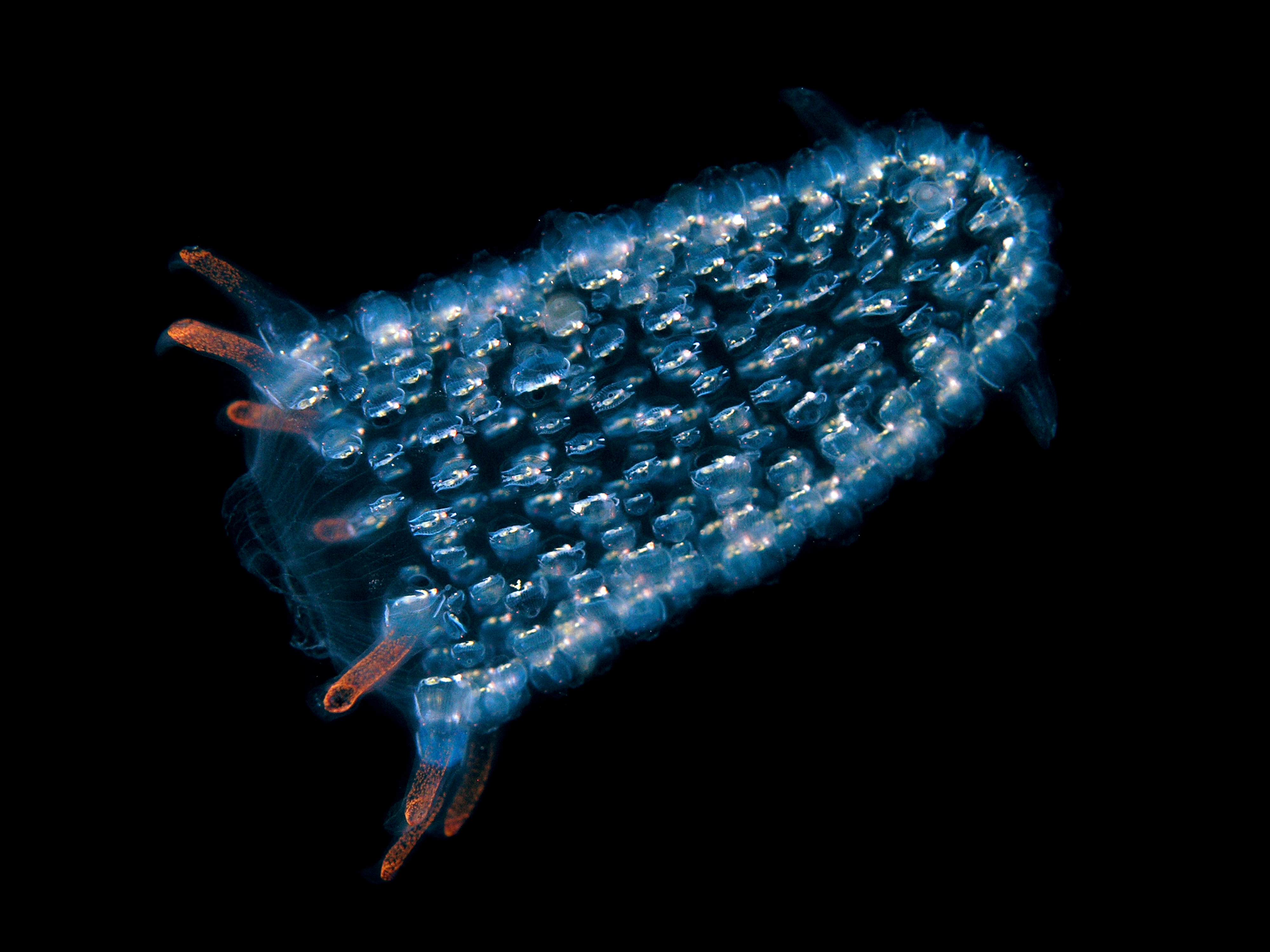
Jeune colonie de pyrosomes. Noter la forme caractéristique de la colonie.

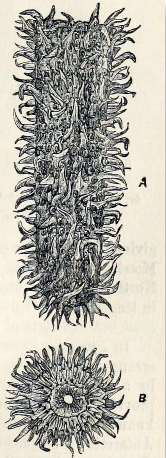
Colonie de Pyrosoma elegans. A : vue de côté. B : Vue de la colonie par l'extrémité ouverte.

Les Pyrosomes n’ont pas de stade larvaire. L’oozoïde, un embryon à la surface d’un vitellus télolécithe, ne se développe pas complètement et donne une colonie de quatre blastozoïdes primaires stériles associés entre eux en une colonie dite tétrazoïde, qui forment un stolon au niveau de la partie antérieure. Ce stolon s’allonge et s’étrangle en quatre strobiles stoloniaux, qui à leur tour, à la suite de la dégénérescence de l’oozoïde, qui forme une tunique, bourgeonnent en blastozoïdes secondaires sexués, qui forment la colonie par bourgeonnements successifs. Une colonie peut renfermer des centaines voire des milliers d’individus. Les individus les plus âgés sont présents vers l’extrémité de la colonie. Chacun de ces blastozoïdes est  hermaphrodite : il possède un testicule et un ovaire débouchant sur le cloaque. La fécondation donne naissance à un nouvel oozoïde.

## Anatomie
La colonie se présente sous forme d’un grand manchon cylindrique ou conique fermé à une extrémité.
Les blastozoïdes secondaires sexués, mesurant chacun quelques millimètres, forment la paroi de la colonie. Leurs tuniques ont fusionné. Le siphon buccal des animaux s’ouvre vers l’extérieur de la colonie. Les siphons cloacaux s’ouvrent quant-à-eux à l’autre extrémité  : vers l’intérieur du manchon, dans la cavité, formant un cloaque commun à toute la colonie. Les deux siphons sont donc opposés, ce qui distingue les blastozoïdes des Ascidies, chez qui les siphons s’ouvrent sur la même face. Le siphon buccal débouche sur le pharynx, constitué d’un grand nombre de fentes branchiales, qui débouche sur l’intestin. Celui-ci est relié au siphon cloacal. L’eau emprunte ce chemin, de la bouche au cloaque, poussée par les battements des cils des cellules ciliées présentes au niveau du pharynx, et l’animal se nourrit des particules organiques en suspension dans l’eau. Les blastozoïdes disposent de ganglions cérébroïdes et d’organes photorécepteurs. Leur pharynx contient également un organe de bioluminescence, qui contient en réalité des bactéries capables d’émettre de la lumière. C’est de cette particularité que les pyrosomes tirent leur nom. Juste au-dessus du siphon cloacal, les individus disposent d’appendices tunicaux capables d’expulser l’eau du manchon ; cela permet un déplacement de la colonie. Les blastozoïde possèdent à la base de leur pharynx un stolon ventral. C’est lui qui permet le bourgeonnement de nouveaux blastozoïdes.

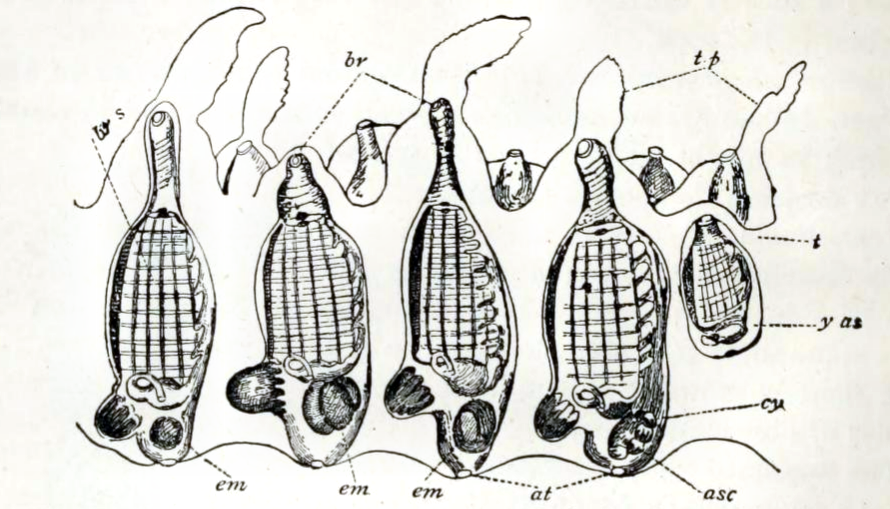
Schéma de coupe de colonie de Pyrosomes. On peut voir quatre blastozoïdes secondaires sexués. br : orifice branchial ; at : orifice atrial ; tp : processus du test ; br s : sac branchial. On peut également voir le stolon ventral en bas à gauche des individus.

## Écologie
Les pyrosomes appartiennent au plancton. Les colonies flottent librement près de la surface de l’eau et les déplacements sont principalement liés aux courants. Toutefois l’expulsion d’eau par le cloaque coordonnée entre les individus permet des déplacements réduits.

## Liste des genres
Selon World Register of Marine Species (21 septembre 2015), d'après van Soest 1981 :
- famille Pyrosomatidae Lahille, 1888
  - sous-famille Pyrosomatinae Lahille, 1888
    - genre Pyrosoma Péron, 1804 (colonies avec le siphon inclus dans une excroissance tronquée plus ou moins longue)
      - espèce Pyrosoma aherniosum Seeliger, 1895 -- Répartition mondiale entre 30°N et 30°S (rare)
      - espèce Pyrosoma atlanticum Péron, 1804 -- Répartition mondiale entre 50°N et 50°S (espèce la plus courante)
      - espèce Pyrosoma godeauxi van Soest, 1981 -- océan Indien (rare)
      - espèce Pyrosoma ovatum Neumann, 1909 -- Hémisphère sud

    - genre Pyrosomella van Soest, 1979 (colonies entièrement lisses)
      - espèce Pyrosomella operculata (Neumann, 1909) -- Indo-Pacifique (rare)
      - espèce Pyrosomella verticillata (Neumann, 1909) -- Indo-Pacifique tropical

  - sous-famille Pyrostremmatinae van Soest, 1979
    - genre Pyrostremma Garstang, 1929 (colonies avec des denticulations triangulaires sur la face dorsale de l'ouverture du siphon oral)
      - espèce Pyrostremma agassizi (Ritter & Byxbee, 1905) -- Répartition mondiale entre 45°N et 45°S
      - espèce Pyrostremma spinosum (Herdman, 1888) -- Répartition mondiale entre 45°N et 45°S